# Arthur John Arberry
Arthur John Arberry (Portsmouth, 12 maggio 1905 – Cambridge, 2 ottobre 1969) è stato un arabista e iranista britannico.
Arberry fu autore prolifico di opere di Letteratura araba, persiana e di studi islamistici. Condusse i suoi studi nella Portsmouth Grammar School e nel Pembroke College di Cambridge.
Già Direttore del Dipartimento di Studi classici nell'Università del Cairo (Egitto), Arberry tornò in patria per diventare Assistente Bibliotecario nella Library of the India Office. Durante la guerra operò come Censore Postale a Liverpool e fu poi destinato al Ministero dell'Informazione, a Londra, andando a risiedere nella neo-ricostituita Senate House dell'Università di Londra. 
Arberry fu promosso alla Cattedra di Persiano della School of Oriental and African Studies (SOAS) dell'Università di Londra, operandovi tra il 1944 e il 1947. Divenne poi Sir Thomas Adams's Professor of Arabic a Cambridge e membro del Pembroke College (Cambridge), la sua alma mater tra il 1947 fino al 1969, anno della sua morte. 
La traduzione di Arberry del Corano è molto apprezzata ed è considerata una delle migliori traduzioni operate da un non-musulmano. Arberry è noto anche per aver proposto i lavori del mistico persiano Gialal al-Din Rumi nel mondo occidentale, attraverso le sue ottime traduzioni. La sua interpretazione degli scritti di Muhammad Iqbal, edita da Badiozzaman Forouzanfar, è analogamente apprezzata.

## Selezione dei suoi contributi
- Traduzioni della opere di Muhammad Iqbal
- The Mysteries Of Selflessness
- Javid Nama
- The Koran Interpreted
- Muʿallaqāt (The Seven Odes)